# Xosé Lesta Meis
Xosé Francisco Lesta Meis (Oza, La Coruña, 16 de marzo de 1887 - 22 de diciembre de 1930) fue un escritor y periodista gallego.

## Biografía
Siendo muy joven emigró a La Habana, dónde se hace con una formación autodidacta mientras trabaja en las plantaciones de azúcar. Su estancia en Cuba le permitió conocer las realidades y problemas de los emigrantes gallegos. Se dedica al periodismo manteniendo en Eco de Galicia la sección De mi tierra entre 1925 y 1930, y colaborando en A Nosa Terra. También formó parte de las Irmandades da Fala.
Su prosa realista retrata las costumbres de la gente del mundo rural,de la emigración, relatando su experiencia autobiográfica. 

## Obra
- Manecho o da rúa, 1926.
- Estebo, 1927.
- Abellas de ouro, 1930.